# Remo Sernagiotto
Remo Sernagiotto (Montebelluna, 1 september 1955 – Treviso, 29 november 2020) was een Italiaans politicus namens Forza Italia.
Sernagiotto werd in 2000 gekozen als lid van het parlement van de provincie Venetië, waar hij in 2005 leider van zijn partij werd. In 2010 werd hij benoemd tot minister van Sociale Zaken in de regering van de provincie Venetië.
Toen Sernagiotto in 2014 werd gekozen als lid van het Europees Parlement trad hij af als regionaal minister.
Forza Italia sloot zich in het Europees Parlement aan bij de fractie van de Europese Volkspartij. Op 7 juli 2015 verliet Sernagiotto deze fractie en sloot hij zich aan bij de fractie van de Europese Conservatieven en Hervormers.